# Вілліке
Вілліке (ест. Villike, виро Villigä) — село в Естонії, входить до складу волості Миністе, повіту Вирумаа.